# Blaar (plaats)
Blaar (Limburgs: Bloar) is een gehucht van Tongeren, een gemeente in de Belgische provincie Limburg. Het gehucht heeft een oppervlakte van 2,66 km² en telde 170 inwoners in 2017.
Het gehucht bevindt zich in het oosten van de gemeente Tongeren en is gelegen op zo'n twee kilometer ten oosten van het Tongerse stadscentrum. Ten noorden van Blaar lopen de uitvalswegen naar Maastricht (N79b) en Wezet (N618). Het Landschapspark van de Oostelijke Jeker strekt zich uit ten zuiden van het gehucht.

## Etymologie
In 1235 werd al melding gemaakt van de molendinum de Blale later vermeld als Blole en Blalo. Dit toponiem bestaat uit twee elementen: bla en lo. Het element bla is verwant aan blazen of wind. Het suffix -lo is afkomstig van het Germaanse *lauhaz en betekent open plek in een bos of bosje op hoge zandgrond. Doorheen de eeuwen is Blalo verbasterd tot Blaar.

## Geschiedenis
Blaar was een van de stedelijke buitingen die vanaf de 12e eeuw tot de Tongerse stadsvrijheid behoorden. In 1795 werd deze stadsvrijheid afgeschaft en vervangen door een kantonnale municipaliteit. In tegenstelling tot de meeste plaatsen uit de oude stadsvrijheid werd Blaar in 1800 geen onafhankelijke gemeente, maar werd het gehucht een onderdeel van de gemeente Tongeren.

## Bezienswaardigheden
- Blaarmolen, een onderslag watermolen op de Jeker
- Onze-Lieve-Vrouwekapel, een bedevaartskapel uit 1872

## Natuur en landschap
Blaar is gelegen op de scheiding tussen Droog- en Vochtig-Haspengouw. De hoogte varieert tussen 85 en 102 meter. De kern van het gehucht ligt aan de voet van een heuvelrug nabij de Jeker.
Een groot deel van het grondgebied wordt ingenomen door het Landschapspark van de Oostelijke Jeker, ook gekend als De Kevie. Het park wordt vooral gekenmerkt door moerassige laagten en omvat onder andere rietlanden, hooilanden en elzenbroekbossen.
Ten zuiden van het gehucht, nabij de grens met Nerem en het bedrijventerrein Overhaam, ligt een tweede heuvelrug tussen de Oude Jeker en de Ezelsbeek. Het landschap is er open en de lemige bodem is geschikt voor akkerbouw.

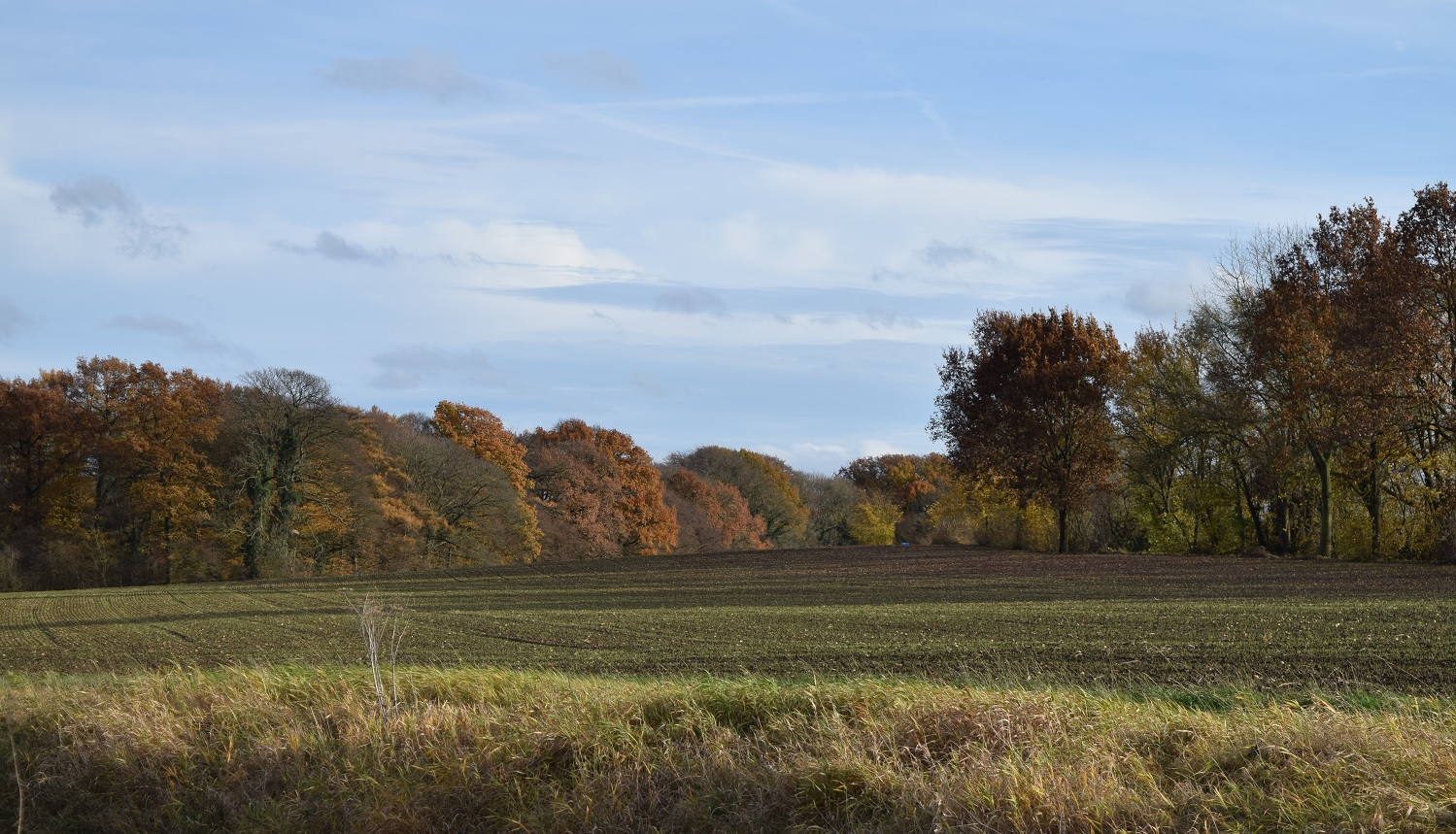
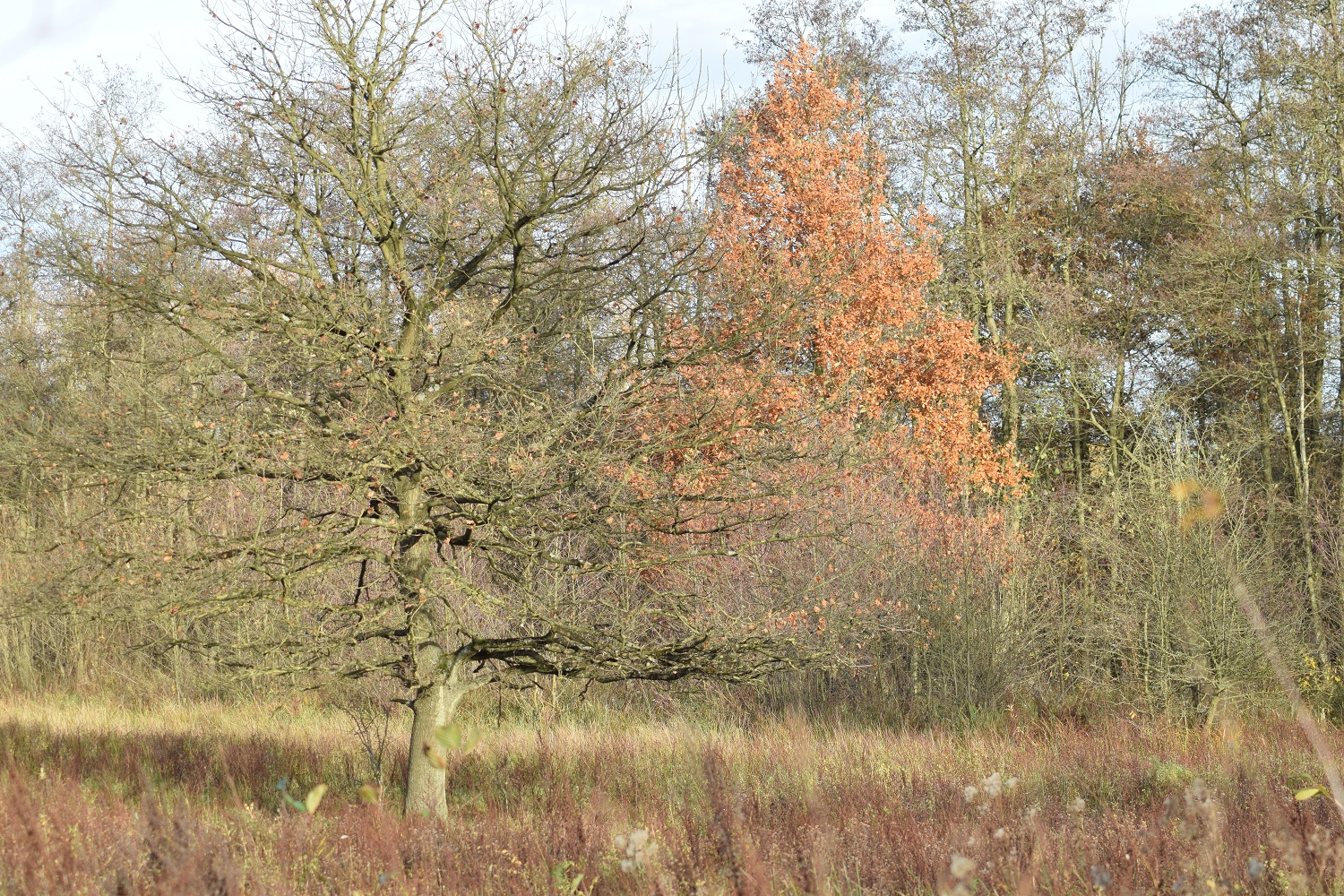
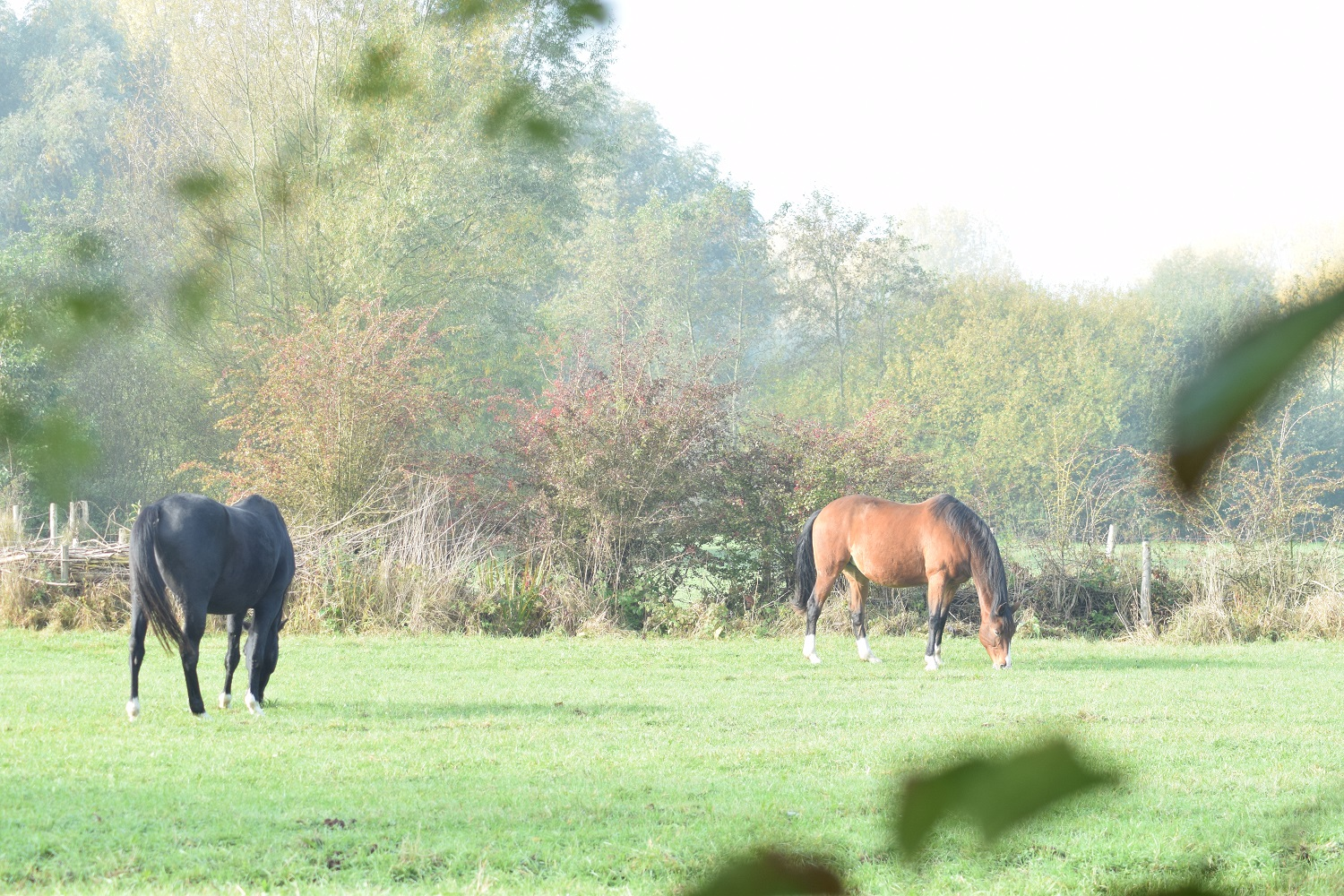

## Nabijgelegen kernen
Berg, Mal, Nerem, Tongeren